# John S. Hager
John Sharpenstein Hager (ur. 12 marca 1818 w Morristown, zm. 19 marca 1890 w San Francisco) – amerykański polityk, członek Partii Demokratycznej.

## Działalność polityczna
Od 1852 do 1854 zasiadał w stanowym Senacie Kalifornii. W okresie od 23 grudnia 1873 do 3 marca 1875 był senatorem Stanów Zjednoczonych z Kalifornii (1. Klasa).